# مظفرآباد (کوه‌چنار)
مظفرآباد، روستایی در دهستان سمغان بخش مرکزی شهرستان کوه‌چنار در استان فارس ایران است.

## جمعیت
بر پایه سرشماری عمومی نفوس و مسکن در سال ۱۳۹۵، جمعیت این روستا برابر با ۴۳۴ نفر (۱۳۰ خانوار) بوده است.